# Seutera
Seutera là chi thực vật có hoa trong họ Apocynaceae.